# Killiniq (Nunavut)
Cet article concerne l'ancien établissement inuit. Pour l'île, voir Île de Killiniq.
Killiniq (signification : banquise) (orthographe précédente : Killinek ; variantes locales : Killipaartalik ou Kikkertaujak (péninsule) ; précédemment : Bishop Jones' Village (village de l'évêque Jones), parfois appelé Port Burwell) est un ancien établissement inuit, station météorologique, poste de traite, poste de missionnaire, poste de pêche et poste de la Gendarmerie royale du Canada sur l'île de Killiniq. Auparavant au Labrador puis dans les Territoires du Nord-Ouest, il est maintenant situé à l'intérieur des frontières du Nunavik.

## Géographie
La colonie de Killiniq était située sur l'île de Killiniq, à l'extrémité nord du Labrador. L'île contient la seule frontière terrestre entre le territoire du Nunavut, à l'ouest, et la province de Terre-Neuve-et-Labrador, à l'est.
La colonie s'est développée autour du havre de Port Burwell, situé à l'embouchure du détroit d'Hudson. Il est entouré de falaises côtières d'une île stérile et rocheuse et d'une mer gelée presque toute l'année.
Bien qu'il y ait une abondance de phoques, de morses et d'ombles chevaliers qui favorisent l'habitat, la zone de peuplement est dépourvue d'arbres et de bois. Certaines broussailles sont dispersées parmi les pierres. Les fleurs sauvages et la mousse se trouvent à proximité, mais les baies se trouvent à des kilomètres plus loin.

## Histoire

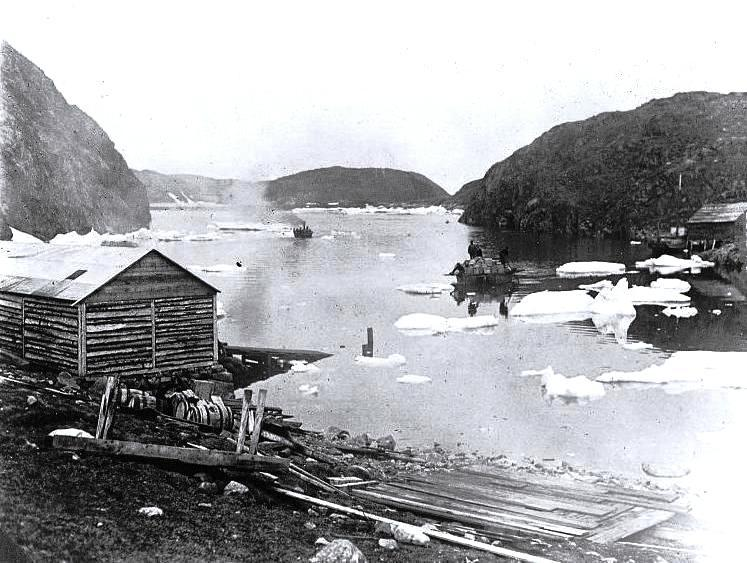
Port Burwell en 1919.

La localité de Killiniq apparaît dès 1569 sur une carte de Mercator.
Le lieu a été visité en 1587 par John Davis et en 1602 par George Weymouth.
À environ 10 km au sud de Killiniq, l'entomologiste et paléontologue américain Alpheus Spring Packard a découvert les vestiges d'un campement inuit.
Une station météorologique du gouvernement fédéral a été établie à Port Burwell en 1884.
De 1898 à 1904, Job Brothers & Co., Limited, une société de négoce et de commerce basée à Terre-Neuve, exploitait une station de pêche.
Le missionnaire anglican, le révérend Sam M. Stewart, de la Church and Colonial Church Society, est arrivé en 1899 pour établir une mission. Ayant été nommé par Llewellyn Jones, évêque de Terre-Neuve à ce poste, Stewart a appelé la colonie « Bishop Jones' Village » en 1899.
En 1904, les missionnaires moraves, la Société des Frères pour l'avancement de l’Évangile parmi les païens, achetèrent la station de Job Brothers. À l'angle nord-ouest du havre de Port Burwell, ils ont établi leur propre mission et poste de traite, notamment une boulangerie, une forge et un atelier de menuiserie. Les services religieux comprenaient un harmonium. L'année suivante, les Moraves ont annoncé dans leur compte-rendu périodique que le nom local "Kikkertaujak" serait remplacé par "Killinek". Parmi les missionnaires figurent le révérend P. Hettasch, le révérend Walter W. Perrett et le révérend S. Waldmann. Entre août et octobre 1906, l'ornithologue de Dresde Bernhard Hantzsch a séjourné à la mission de Killiniq pour étudier la culture inuite et créer des inventaires d'oiseaux et de mammifères des lacs et des montagnes environnants. Les Moraves ont fermé leur mission en 1924.
En 1916, la Compagnie de la Baie d'Hudson a déplacé son poste de traite de la rivière George dans la partie nord-est du havre de Port Burwell. Les Moraves ont vendu leur poste à la CBH en 1923 et la CBH a fermé le poste de traite consolidé en 1939.
La Gendarmerie royale du Canada a déployé un détachement en 1920 et l'a agrandi en 1926. Elle a été déménagée en 1936 à Port Harrison, au Québec.
En 1942, la Compagnie de la Baie d'Hudson a déplacé une douzaine de résidents de Port Burwell à l'île Southampton. Bien que Killinek n’ait pas de piste d’atterrissage permanente en raison de son relief, l’armée américaine, l’armée de l’air, la marine et les garde-côtes voulaient utiliser le lieu comme escale alors qu’ils construisaient des aérodromes arctiques dans l’île de Baffin, le nord du Québec et le Groenland durant la Seconde Guerre mondiale.
La coopérative Kikitayok a été créée en 1952 avec des matières animales, des sculptures, des biscuits, des sardines et des munitions. C'était la deuxième coopérative dans l'est du Nord canadien. En 1964, une salle de classe a été construite et un enseignant à plein temps à Killinq. Le code de l'aéroport pour la piste d'atterrissage était XBW.
Bien que les Inuits de Killiniq aient été reconnus comme signataires de la Convention de la Baie-James et du Nord québécois en novembre 1975, cela n’a pas empêché une détérioration progressive des services et programmes gouvernementaux à Killiniq. Ce déclin a créé un environnement peu sûr et a entraîné une lente émigration des familles à la recherche d’établissements avec un accès assuré aux services essentiels, en particulier le transport médical et aérien. Entre novembre 1975 et février 1978, 50 Inuits au total ont quitté Killiniq à la recherche d'un environnement plus sûr.
Le 8 février 1978, les 47 personnes restantes ont été avisées par radio que le gouvernement des Territoires du Nord-Ouest envoyait des avions pour les déplacer de la communauté et que l'établissement serait fermé. La majorité d'entre eux ont été transférés à Kangiqsualujjuaq, au Québec, à l'extrémité sud de la baie d'Ungava. Tous les anciens résidents étaient dispersés dans les communautés hôtes du Nunavik, la patrie des Inuits du Québec. Ils sont arrivés sans logement, sans revenu et avec peu d'effets personnels. Des groupes de familles ont été démantelés et les Inuits ont été séparés de leur territoire de chasse saisonnier. Les communautés d'accueil n'étaient ni conseillées ni préparées à cet afflux de personnes et il n'y avait pas de programme de suivi ou de fonds spéciaux pour aider à la réinstallation.

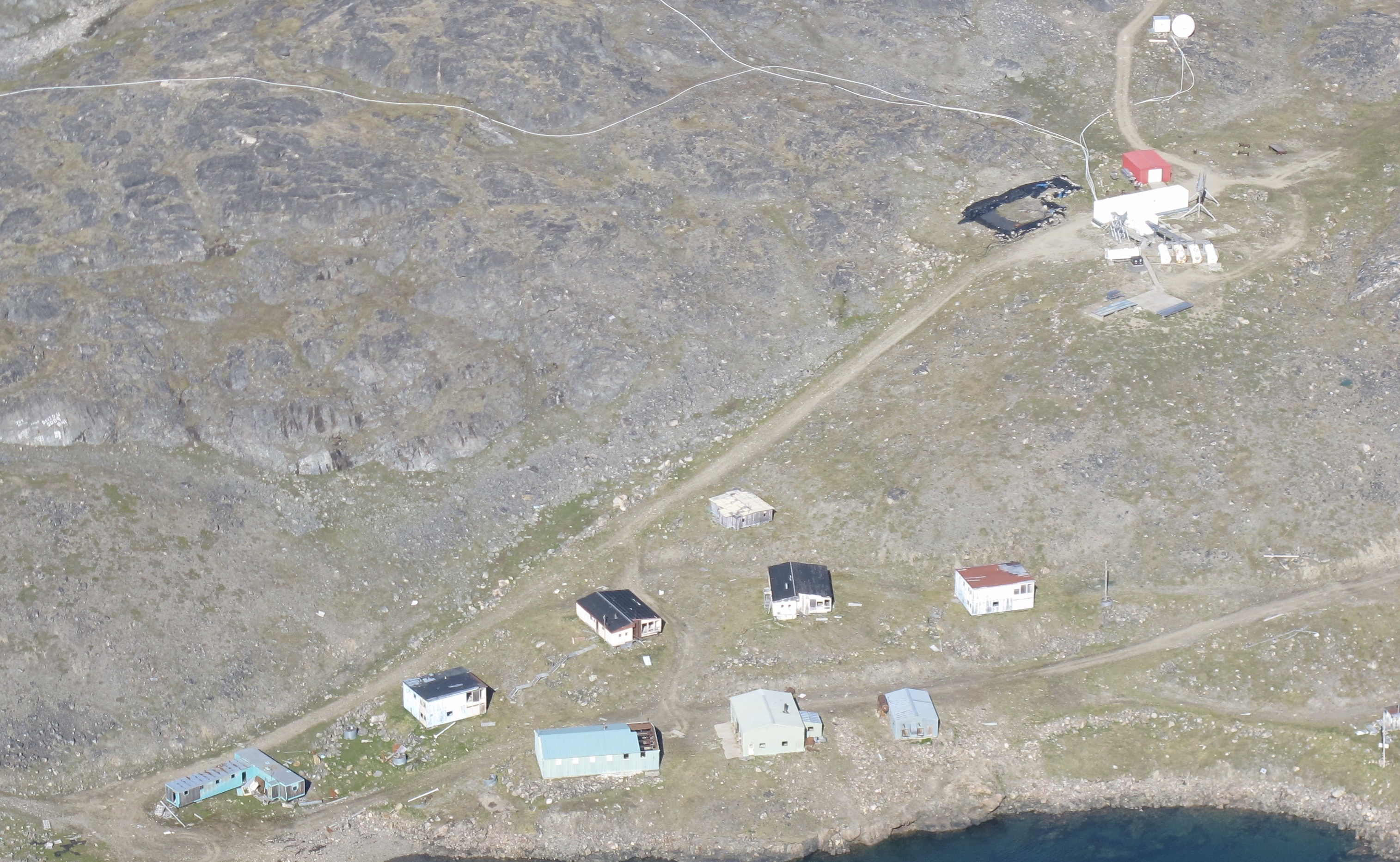
Camps abandonnés sur l'île de Killiniq.

Au cours des années suivantes, des Inuits ont effectué des visites sporadiques à Killiniq, y compris un projet de pêche de 1983 à 1985 parrainé par la Société Makivik. Des études de faisabilité ont été menées au milieu des années 1980 afin d'installer les Inuits de Killiniq déplacés à Taqpangajuk, au Québec, sur le continent, à 40 km au sud de Killiniq. À l'hiver 1987, plusieurs familles déplacées de Killiniq ont établi une nouvelle communauté à Taqpangajuk sans l'aide du gouvernement.
Killiniq a servi de station météorologique de la Garde côtière canadienne jusqu'au début des années 1990.
Seize ans après l'évacuation de 1978, une enquête environnementale a été menée à Killiniq pour évaluer les bâtiments, les installations et les matériaux restants. La ville a été démolie dans les années 1980 ou 1990. Les lignes électriques et les poteaux ont été coupés et certaines des résidences abandonnées ont été détruites au bulldozer ou brûlées ; cependant, plusieurs sont encore debout aujourd'hui. Un bulldozer en panne existe toujours sur le site, mais les visiteurs auraient épuisé les réserves de carburant laissées sur le site.

## Démographie
Au cours des 200 années d'histoire enregistrée entre 1773 et 1978, les estimations de la population inuite ont fluctué de deux à trois familles, jusqu'à 200 habitants. En plus des Inuits, les postes, les missions et les stations météorologiques de Killiniq étaient également peuplés de négociants, de missionnaires et d'observateurs météorologiques.
| Année          | Nombre de résidents | Familles | Notes                                                                                    |
| -------------- | ------------------- | -------- | ---------------------------------------------------------------------------------------- |
| 1773           | 100                 |          | Estimation par Jens Haven, missionnaire morave et explorateur .                          |
| 1884–86        |                     |          | Plus l’observateur météorologique du gouvernement fédéral Burwell, avec deux assistants. |
| 1898           | 80                  |          |                                                                                          |
| 1899           |                     |          | Plus le missionnaire anglican révérend Stewart, avec Henry Ford, interprète.             |
| 1904           | 80                  |          |                                                                                          |
| 1914–1916      |                     |          | Plus le missionnaire morave Karl Filschke, sa femme, et leurs trois enfants.             |
| 1920           |                     | 4–5      | Plus le sergent Wight et le gendarme Butler de la Gendarmerie royale du Canada.          |
| 1939–1952      |                     | 5        |                                                                                          |
| 1955           |                     | 2–3      |                                                                                          |
| 1960           | 20–30               |          |                                                                                          |
| 1964           | 95                  |          |                                                                                          |
| 1970           | 92                  |          |                                                                                          |
| 1971           | 150                 |          |                                                                                          |
| 1975           | 100                 |          |                                                                                          |
| 1977           | <50                 |          |                                                                                          |
| 8 février 1978 | 0                   |          | Les 47 derniers résidents furent évacués, laissant un établissement abandonné.           |